# Фернандо Пачеко
Фернандо Пачеко Флорес (на испански: Fernando Pacheco Flores) е испански футболист роден на 18 май 1992 г., играещ за Алавес на поста вратар.

## Кариера
Роден в Бадахос, Естремадура, Пачеко играе за два местни клуба, преди да се присъедини към Реал Мадрид през 2006 г., на 14-годишна възраст. Той прави своя дебют за Реал Мадрид C на 28 август 2011 г. в мач от Терсера дивисион срещу отбора на Райо Махадахонда.
Изиграва първия си мач за основния отбор на 20 декември 2011 г., като заменя колегата си Антонио Адан в 82-рата минута при домакинската победа с 5:1 срещу Понферадина в мач реванш за Купата на краля. През сезон 2012/13 г. редува участия в третия отбор и от време на време е викан във вторият отбор, където прави и своя дебют в Сегунда дивисион на 2 юни 2013 г. при домакинската победа с 4:0 срещу Алкоркон. Титуляр е и в следващия мач в последния кръг от сезона в Сегунда дивисион срещу отбора на Хирона.

### Реал Мадрид
На 11 август 2014 г., Пачеко попада в групата на Реал Мадрид като трети вратар за Суперкупата на УЕФА 2014 срещу отбора на Севиля спечелен с 2:0. След този мач той става част от първия отбор за постоянно като трети вратар на отбора. На 2 декември 2014 г. прави дебют за Реал Мадрид като изиграва пълни 90 минути в мача реванш от Купата на краля срещу отбора на Корнея, спечелен с 5:0.

## Успехи

### Клубни
Реал Мадрид
- Суперкупа на УЕФА – 2014
- Световно клубно първенство – 2014

### Национални
Испания до 19 г.
- Европейско първенство на УЕФА до 19 г. – 2011